# Cordisepalum
Cordisepalum,  biljni rod iz porodice slakovki smješten u tribus Cardiochlamydeae, dio potporodice Convolvuloideae. Pripada mu dvije vrste lijana iz Indokine
Rod je opisan u Kew Bulletin 26: 138. 1971.

## Vrste
1. Cordisepalum phalanthopetalum Staples
2. Cordisepalum thorelii (Gagnep.) Verdc.